# Wydział Historii Partii
Wydział Historii Partii (WHP) – istniejący w latach 1946–1957 wydział Komitetu Centralnego Polskiej Partii Robotniczej, a następnie Polskiej Zjednoczonej Partii Robotniczej, powołany w celu popularyzacji historii partii i wpisania jej w historię narodu polskiego. Placówka prowadziła działalność archiwalną, wydawniczą i upamiętniającą w dziedzinie historii ruchu robotniczego, w szczególności ruchu komunistycznego.

## Kierownictwo WHP
Kierownicy:
- od maja 1946 do kwietnia 1947 – Regina Kobryńska
- od kwietnia 1947 do września 1948 – Maria Turlejska
- od października 1948[1] do stycznia 1957[3] – Tadeusz Daniszewski

Zastępca kierownika: Maria Turlejska (od października 1946 do kwietnia 1947 oraz od września do grudnia 1948).
Według Tomasza Siewierskiego Tadeusz Daniszewski miał w WHP w różnych okresach trzech zastępców – Henrykę Cichocką, Helenę Kamińską oraz Józefa Kowalskiego.

## Historia
WHP został powołany uchwałą Sekretariatu KC PPR z 23 maja 1946. Na strukturę Wydziału składały się dwa piony – archiwalny oraz propagandowo-historyczny. Początkowo pracownikami byli wyłącznie działacze komunistyczni, którzy w większości nie mieli wyższego wykształcenia i zajmowali się wcześniej propagandą partyjną. W 1950 Wydział przejął pracowników zlikwidowanego Instytutu Pamięci Narodowej. Pod koniec 1953 Wydział zatrudniał 31 osób. W 1956 w placówce było już 139 pracowników.

### Działalność archiwalna
Pion archiwalny WHP został utworzony w celu gromadzenia i przechowywania dokumentów odnoszących się do polskiego ruchu robotniczego wytworzonych do 1944. Dokumenty późniejsze miały co do zasady pozostać w archiwach komitetów wojewódzkich. Uchwałę o powołaniu WHP rozesłano do wszystkich komitetów wojewódzkich i zobowiązano je do gromadzenia odezw, czasopism, fotografii i wspomnień działaczy oraz przekazywania ich Wydziałowi. Równocześnie zobowiązano tych działaczy, którzy wykazywali aktywność w okresie konspiracji i wcześniejszym do przekazania WHP własnych materiałów i relacji. W styczniu 1949 Sekretariat KC PZPR zobowiązał wszystkich członków partii będących w posiadaniu materiałów i dokumentów związanych z historią polskiego ruchu robotniczego i narodowowyzwoleńczego do przekazania ich Wydziałowi w terminie prekluzyjnym do 1 marca 1949. W celu sprawnego gromadzenia zasobu archiwalnego z inicjatywy WHP powstało osiem wojewódzkich komisji historii partii, a przy pozostałych komitetach wojewódzkich działał pełnomocnik Wydziału. Komisje działały pod merytorycznym nadzorem WHP. W 1947 na polecenie Wydziału zbierały wspomnienia działaczy konspiracyjnej PPR, GL/AL, a także SDKPiL, PPS-Lewicy i PPS do 1918, a w 1948 przygotowywały wykazy działaczy poległych w czasie wojny. Zasób archiwalny WHP był uzupełniany także poprzez kopiowanie materiałów na temat ruchu robotniczego ze zbiorów innych instytucji i bibliotek.
WHP sprawował nadzór nad archiwami komitetów wojewódzkich, które funkcjonowały zgodnie z jego wytycznymi, instrukcjami i okólnikami. 28 lutego 1953 na wniosek Wydziału zorganizowano przy tych komitetach składnice akt, przeznaczone do gromadzenia i przechowywania dokumentacji wytworzonej przez komitety powiatowe i wojewódzkie w Polsce Ludowej. Jesienią 1955 Wydział rozpoczął działania zmierzające do przekształcenia istniejących przy komitetach wojewódzkich składnic akt w archiwa. W związku z tym wnioskował o przyznanie komitetom do 1 stycznia 1956 większej ilości etatów. Równocześnie wystąpił do Wydziału Ogólnego KC o zwiększenie etatów w samym WHP. 17 stycznia 1956 Sekretariat KC PZPR uchwalił przekształcenie części wojewódzkich składnic akt partyjnych w archiwa, to jest w komitetach wojewódzkich w Stalinogrodzie, Krakowie, Poznaniu, Łodzi, Lublinie i Wrocławiu. Wysiłki o przekształcenie pozostałych wojewódzkich składnic akt w archiwa kontynuował Zakład Historii Partii.

### Działalność wydawnicza i komemoracyjna
Sekretariat KC PPR powołując Wydział Historii Partii nakazał mu popularyzację jej dziejów. Zadanie opracowania historii polskiego ruchu komunistycznego z powodu ograniczeń ideologicznych okazało się właściwie niemożliwe do wykonania. WHP wydał niewiele monografii, a te, które opublikował, miały charakter hagiograficzny. Większość pozycji w jego dorobku wydawniczym to albumy pamiątkowe i edycje źródłowe. Rok publikacji zazwyczaj zbiegał się z rocznicą ważnego dla partii wydarzenia, co niekiedy było połączone z innymi formami upamiętnienia. 
Pierwszym pamiątkowym wydawnictwem był zbiór wspomnień i artykułów o Marcelim Nowotce, który ukazał się w siódmą rocznicę jego śmierci. W dwudziestą piątą rocznicę śmierci Juliana Marchlewskiego wydano jego biografię oraz otwarto poświęconą mu wystawę w Centralnym Ośrodku Szkolenia Partyjnego PZPR, na której udostępniono publiczności archiwum Marchlewskiego przekazane Wydziałowi przez KC WKP(b). Ponadto Tadeusz Daniszewski był członkiem delegacji polskiej wysłanej do Berlina w celu sprowadzenia prochów Marchlewskiego do Polski. Z okazji Święta Pracy w 1950 wydano zbiór pieśni rewolucyjnych (śpiewnik) i publikację 1 Maja: 60 lat święta międzynarodowej solidarności. WHP zaangażował się również w obchody 80. rocznicy urodzin Włodzimierza Lenina. Uczestniczył w zorganizowaniu Muzeum Lenina w Krakowie, wydał także przewodnik po Muzeum Lenina w Poroninie. Wydział obchodził również 25. rocznicę śmierci Feliksa Dzierżyńskiego – zorganizował wystawę pamiątkową w Muzeum Lenina w Warszawie, wydał bogato ilustrowany album Feliks Dzierżyński 1877–1926, biografię autorstwa Daniszewskiego i zbiór wspomnień o nim pod redakcją Bronisława Krauzego. Pojawiły się także trzy publikacje spuścizny piśmienniczej Dzierżyńskiego: Pisma wybrane, Pamiętnik więźnia i Listy do siostry Aldony. 
Wśród skromniejszych komemoracji można wymienić wybór artykułów Róży Luksemburg, który ukazał się w osiemdziesiątą rocznicę jej urodzin, czy wydawnictwa poświęcone I Proletariatowi i Marcinowi Kasprzakowi. W 1952, z okazji dziesiątej rocznicy powstania PPR, ukazała się publikacja źródłowa, wybór pieśni i książka Franciszka Jóźwiaka Polska Partia Robotnicza w walce o wyzwolenie narodowe i społeczne. W tym samym roku wydano również dwie pozycje z okazji 35. rocznicy rewolucji październikowej. 
Wydział Historii Partii uczestniczył w pielęgnowaniu kultu Bolesława Bieruta, wydając z okazji jego sześćdziesiątych urodzin wyidealizowaną biografię autorstwa Józefa Kowalczyka. Książka ukazała się w nakładzie 250 tys. egzemplarzy, została również przetłumaczona na język czeski i jidysz oraz wydana w alfabecie Braille'a. Jej obszerne fragmenty były publikowane na łamach Trybuny Ludu. 
W 1955 Wydział zorganizował wystawę i wydał jedną publikację z okazji 50. rocznicy rewolucji 1905–1907. Był współorganizatorem sesji naukowej poświęconej wydarzeniom rewolucyjnym na ziemiach polskich, przygotował również wnioski do Sekretariatu KC PZPR o przyznanie odznaczeń żyjącym uczestnikom rewolucji. WHP zajmował się także uczczeniem 70. rocznicy stracenia proletariatczyków i 70. rocznicy urodzin Jerzego Herynga. W 1956 kierownictwo Wydziału zabiegało o utworzenie Muzeum Polskiego Ruchu Rewolucyjnego, które ostatecznie zostało otwarte rok później jako Muzeum Historii Polskiego Ruchu Rewolucyjnego. We wrześniu tego roku Wydział przystąpił do organizacji obchodów stulecia urodzin Ludwika Waryńskiego. 

### Zarzuty wobec publikacji Wydziału Historii Partii
W marcu 1955 Jerzy Jedlicki napisał do Trybuny Ludu artykuł Prawda i fałsz w nauce historycznej, w którym zdemaskował fałszowanie (skreślanie, dopisywanie bądź przeinaczanie) tekstów źródłowych w publikacjach wydawanych przez WHP. Artykuł z powodu nieustępliwej postawy redaktora naczelnego Trybuny Romana Werfla nie ukazał się. Wobec tego Jedlicki wysłał artykuł do Po prostu, jednak zdjęła go cenzura. Jedlicki był również autorem protokołu Podstawowej Organizacji Partyjnej PZPR w Instytucie Historii PAN, w którym zakwestionowano działalność WHP i postulowano zastąpienie go instytutem naukowym.
Próbę obrony dorobku wydawniczego Wydziału połączoną z autokrytyką podjął na łamach Nowych Dróg w maju 1956 Józef Kowalski. W artykule O szersze spojrzenie na dzieje polskiego ruchu robotniczego (głos w dyskusji) podnosił, że przedstawienie historii KPP, SDKPiL i PPS–Lewicy, a nawet samej PPR zgodnie z rzeczywistością było niemożliwe z uwagi na panujący stalinizm („jeżowszczyznę”), w tym obowiązujące uchwały VIII Plenum KC PZPR z 28 marca 1953, uznające fakt rozwiązania KPP za słuszny. Uważał, że na historyków ruchu robotniczego wywierano naciski, które utrudniały rzetelne, naukowe przedstawienie jego dziejów, a publikacje wydziału służyły do bieżącej walki politycznej (np. z odchyleniem prawicowo-nacjonalistycznym). Według Kowalskiego metoda przemilczania bądź naginania faktów historycznych, która występowała też w wydawnictwach WHP, była sprzeczna z założeniami marksizmu. Przyznał, że zasada nienaruszalności tekstu źródłowego była w publikacjach Wydziału niejednokrotnie łamana, a jako przykłady podał Wspomnienia o „Proletariacie”, Pisma wybrane Dzierżyńskiego, pierwszy i drugi tom edycji źródłowej KPP: uchwały i rezolucje, książki SDKPiL w rewolucji 1905 roku, KPP w obronie niepodległości Polski oraz W dziesiątą rocznicę powstania PPR. Zacytował też niektóre usunięte i zmienione fragmenty.
Daniszewski, wobec narastającej krytyki, w czerwcu 1956 wystosował pismo do Sekretariatu KC PZPR z prośbą o wyrażenie zgody na ponowne wydanie trzytomowej publikacji KPP: uchwały i rezolucje, które zawierałoby usunięte wcześniej fragmenty. Pisał w nim:

Przemilczanie‎ ‎przez‎ ‎Wydział‎ ‎Historii‎ ‎Partii‎ ‎w‎ ‎swych‎ ‎wydawnictwach‎ ‎stosunku‎ ‎KPP‎ ‎do‎ ‎sprawy‎ ‎Górnego‎ ‎Śląska‎ ‎i‎ ‎Pomorza, zwłaszcza‎ ‎w‎ ‎latach‎ ‎1929–1933‎ ‎–‎ ‎co‎ ‎czyniliśmy‎ ‎dotąd‎ ‎zgodnie ze‎ ‎wskazówkami‎ ‎Kierownictwa‎ – ‎wywołuje‎ ‎protesty‎ ‎wśród‎ ‎naukowców‎ ‎i‎ ‎szerokich‎ ‎kół‎ ‎czytelników. Pomijanie‎ ‎odnośnych‎ ‎fragmentów‎ ‎w‎ ‎uchwałach‎ ‎i‎ ‎innych‎ ‎materiałach‎ ‎KPP‎ ‎wydawanych‎ ‎przez‎ ‎Wydział‎ ‎daje‎ ‎podstawę‎ ‎do‎ ‎oskarżania‎ ‎nas‎ ‎o‎ ‎zniekształcenie‎ ‎dokumentów‎ ‎i‎ ‎wypaczanie‎ ‎historii [...]. Przygotowywane‎ ‎jest‎ ‎do‎ ‎druku‎ ‎drugie‎ ‎wydanie‎ ‎wszystkich trzech‎ ‎tomów‎ ‎„Uchwał‎ ‎i‎ ‎rezolucji‎ ‎KPP”‎,‎ ‎w‎ ‎którym‎ ‎chcemy‎ ‎przywrócić‎ ‎fragmenty‎ ‎skreślone‎ ‎poprzednio‎ ‎z‎ ‎różnych‎ ‎przyczyn. [...] Zdajemy‎ ‎sobie‎ ‎sprawę‎ ‎z‎ ‎całości‎ ‎złożoności‎ ‎tego‎ ‎zagadnienia, sądzimy‎ ‎jednak,‎ ‎że‎ ‎najwłaściwszym‎ ‎wyjściem‎ ‎byłoby‎ ‎nie‎ ‎przemilczanie‎ ‎odnośnych‎ ‎dokumentów,‎ ‎względnie‎ ‎ich‎ ‎fragmentów,‎ ‎lecz‎ ‎próba wyjaśnienia‎ ‎– ‎w‎ ‎jakich‎ ‎konkretnych‎ ‎warunkach‎ ‎historycznych,‎ ‎międzynarodowych‎ ‎i‎ ‎wewnętrznych‎ ‎ukształtowało‎ ‎się‎ ‎stanowisko‎ ‎KPP w‎ ‎tych‎ ‎sprawach,‎ ‎próba‎ ‎wykazania,‎ ‎co‎ ‎w‎ ‎tym‎ ‎stanowisku‎ ‎było‎ ‎słuszne, a‎ ‎co‎ ‎niesłuszne. [...] Prosimy‎ ‎Sekretariat‎ ‎o‎ ‎decyzję‎ ‎w‎ ‎tej‎ ‎ważnej‎ ‎i‎ ‎niecierpiącej
zwłoki‎ ‎sprawie.

Wznowione wydanie wspomnianej publikacji nie ukazało się. Problem fałszowania źródeł nie dotyczył jednak tylko tego wydawnictwa. Według Jerzego Jedlickiego chodziło o dokumenty SDKPiL, PPS-Lewicy, KPP, a nawet wcześniejsze, na przykład wspomnienia działaczy „Proletariatu”. Wiktor Woroszylski wspominał, że w śpiewniku z 1950 zmieniono tekst jednej z pieśni rewolucyjnych, co spowodowało wystosowanie przez niego listu do Wydziału, który pozostał bez odpowiedzi.
25 czerwca 1956 Witold Kula na Radzie Naukowej Instytutu Historii PAN wygłosił referat potępiający zideologizowanie powojennej historiografii. Zdanie to podzielała większość obecnych, w tym niektórzy historycy partyjni. W debacie zgłoszono wiele zastrzeżeń do ostatniego dziesięciolecia nauki historii, otwarcie występując przeciwko ingerencji partii w badania naukowe. Marian Małowist podniósł konieczność walki z plagiatem, co było bezpośrednią aluzją do działalności WHP. W podobnym tonie wypowiedział się Aleksander Gieysztor, mówiąc o „sfałszowanych źródłach”. Wobec ujawnienia sprzecznego ze standardami naukowymi postępowania Wydziału, historykom związanym z partią trudno było odeprzeć krytykę. Żanna Kormanowa, Celina Bobińska i Leon Grosfeld, mimo próby obrony działalności WHP, zgodzili się ze stawianymi zarzutami. Negatywna opinia na temat działalności Wydziału pojawiła się również na VII Plenum KC PZPR w lipcu 1956, kiedy Mieczysław Moczar zaatakował Daniszewskiego za niedocenianie roli polskiej partyzantki w publikacjach Wydziału Historii Partii.
Tadeusz Daniszewski zdecydował się na publiczną samokrytykę na łamach Trybuny Ludu. W artykule uznał słuszność stawianych zarzutów. W listopadzie 1956 na jubileuszowym zjeździe Polskiego Towarzystwa Historycznego działalność WHP poddał ostrej krytyce Czesław Madajczyk, co zostało pozytywnie przyjęte również przez Jerzego Tomaszewskiego, Romana Wapińskiego i Andrzeja Ajnenkiela. Wydział Historii Partii, zdyskredytowany jako instytucja naukowa, do której miana pretendował, został rozwiązany w styczniu 1957. W jego miejsce powołano Zakład Historii Partii, z zastrzeżeniem, że kadra ma składać się z nadających się do pracy naukowej byłych pracowników Wydziału oraz nowych wykwalifikowanych pracowników naukowych. W efekcie do nowo utworzonej instytucji nie przeszło 30 pracowników zlikwidowanego WHP.

### Inna działalność WHP
Pod kontrolą WHP dokonana została czystka w bibliotekach. Tylko kilkanaście bibliotek w kraju uzyskało przywilej założenia tzw. działu prohibitów. Inne zobowiązane były przesyłać wszystkie zakazane książki do Biblioteki Narodowej w Warszawie.

## Siedziba
Siedziba WHP mieściła się najpierw przy al. Róż 2, a następnie w Pałacu Rembielińskich przy ul. Pięknej 10 (1955).